# György Nébald
György Nébald, född den 9 mars 1956 i Budapest, Ungern, är en ungersk fäktare som tog OS-silver i herrarnas lagtävling i sabel i samband med de olympiska fäktningstävlingarna 1992 i Barcelona.